# Alex Jacobowitz

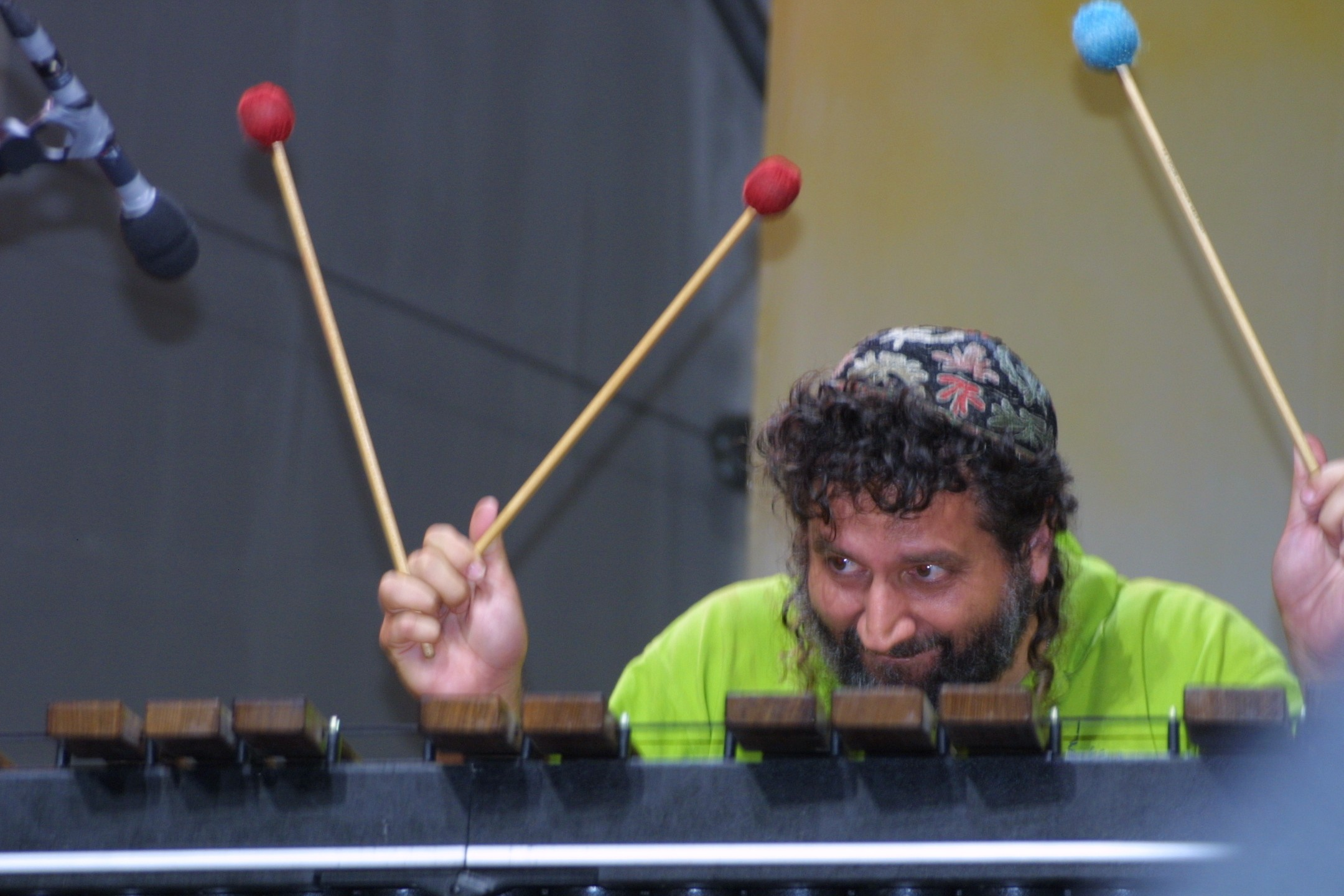
Alex Jacobowitz auf dem Tanz- und Folk-Festival Rudolstadt 2003

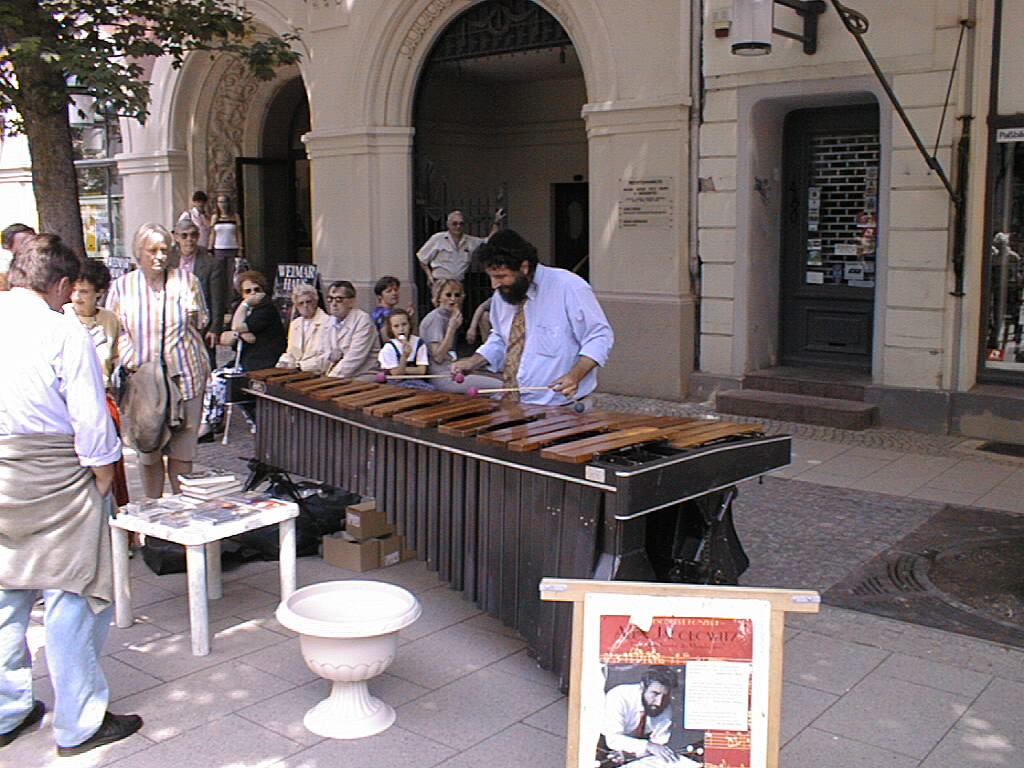
Alex Jacobowitz in der Innenstadt von Weimar am 13. Juni 1999.

Alex Jacobowitz (* 19. Mai 1960 in New York) ist ein US-amerikanischer Marimbaphonspieler, der seit 1994 auf Klezmer-Musik spezialisiert ist. Seit 2002 wohnt er in Berlin-Charlottenburg. Seit 2020 ist er auch Autor von Büchern über jüdische Geschichte und Kultur in Deutschland für den Verlag Hentrich & Hentrich (Berlin und Leipzig).

## Leben und Wirken
Jacobowitz begann mit elf Jahren Schlagzeug zu lernen und studierte Schlagzeug in New York. Mit 19 Jahren begann er Xylophon zu spielen und studierte Marimba bei Gordon Stout, John Beck und Leigh Howard Stevens. Er trat in den 1980er und 90er Jahren vornehmlich als Straßenmusiker in New York auf und wurde bei zahlreichen Veranstaltungen als Künstler gebucht. Infolge eines Aufenthalts in Israel 1982/83, wo er auch mit dem Jerusalem Symphony Orchester spielte, trat er zum orthodoxen Judentum über.
Seit 1991 tritt Jacobowitz regelmäßig auch in Europa mit einem Klezmer-Programm auf. Er hatte Auftritte im deutschen öffentlich-rechtlichen Fernsehen; außerdem war er im Fernsehen gelegentlich in Ungarn, Israel, Italien, Luxemburg, Südkorea, Polen, Portugal, der Schweiz, Russland und der Ukraine zu sehen. Als Straßenmusiker unter anderem in Deutschland spielt er Stücke von Johann Sebastian Bach bis Erik Satie, von Tango über Flamenco bis Klezmer. Er war Juror beim National Marimba Festival (South Africa, 2010 und 2013) und nahm an Australiens erstem jüdischen Musikfestival teil (Sydney, 2010).
1994 erhielt er bei Giora Feidman Klezmer-Unterricht, seit 1997 spielte er Solo-Konzerte und arbeitete mit Alan Bern zusammen, dem musikalischen Kopf der Klezmer-Band Brave Old World.
Jacobowitz ist Vorsitzender der Görlitzer Jüdischen Gemeinde. Für 2025 ist er in der Künstlerkatalog des Zentralrat der Juden in Deutschland aufgenommen worden.

## Solo-Auftritte
- Das Bach-Museum, Leipzig 2024
- Jewish Cultural Festival, Budapest, Ungarn im Jahr 2023
- Görlitzer Synagoge für ARTE 2023
- Lincoln Center in 1985 (Meet the Artist Program), New York City
- Kammermusiksaal der Berliner Philharmonie
- Julyfest, Binghamton, New York
- Festivals in Jerusalem, Schleswig-Holstein, Safed, Kraków, Fürth, Bamberg, u. a.
- Synagogen in Deutschland; Neue Synagoge in der Oranienburger Straße in Berlin, Alte Synagoge, Kleine Synagoge, Neue Synagogen in Erfurt
- Chabad Houses in Prag, Genf, Zürich u. a.
- Jüdisches Museum in Frankfurt, Hackesches Hoftheater in Berlin
- Jüdische Gemeinden in New York, Basel, Berlin, Leipzig, Lissabon, München, Wien u. a.
- diverse Kibbuzim in Israel
- Konzerthaus Berlin

## Diskografie
- İMarimba!, MK ab 1986, CD ab 1992 (im Selbstverlag)
- Aria, CD, 1995
- The Art of Touching Wood, CD, 1996
- Spanish Rosewood, CD, 1996
- Etz Chaim (Lebensbaum), CD, 1997
- The Art of Xylos, CD, Arte Nova, GmbH, Sony Music Entertainment, 2002
- Fantasy (identisch mit Bach), CD, 2007
- Feast of Xylophory, CD, Albéniz, Beethoven, Couperin, Klezmer, Mozart, Satie, Fissinger, Wilder etc. (2014)
- Hoffman's Doina, CD, Lauren Records, 2019
- Vexations (Musik von Erik Satie), CD, Laurel Records, 2020

## Bücher und Schriften
- Synagogen in Deutschland Kalender 5785/5786, 32 Seiten, Hentrich & Hentrich Verlag Berlin Leipzig, August 2024. ISBN 978-3-95565-665-2  (Fotograf und Autor)
- Alex Jacobowitz: Ein klassischer Klezmer – Reisegeschichten eines jüdischen Musikers, München, Luzern: Tree of Life Productions, 2. Aufl. 2002, ISBN 3-00-003226-6
- Alex Jacobowitz: Die Neue Görlitzer Synagoge. Hentrich & Hentrich Verlag Berlin Leipzig, 2021. ISBN 978-3-95565-463-4.
- Alex Jacobowitz: The New Synagogue in Görlitz. Hentrich & Hentrich Verlag Berlin Leipzig, 2022. ISBN 978-3-95565-507-5
- Clara Hepner, Alex Jacobowitz (Hg.): Jüdische Märchendichterin. Ein Lesebuch. Hentrich & Hentrich Verlag Berlin Leipzig, 2023. ISBN 978-3-95565-543-3

## Film-Auftritte
- Heavenly Sounds – (צלילים לאלהים) – Channel 2, Reg. Idit Gideon, 1991, Israel
- Spielmänner – Bayerischer Rundfunk, 1995, Deutschland
- Denk ich an Deutschland...: Ein Fremder. – ARD, Reg. Peter Lilienthal, 2001, Deutschland
- Magic Marimbas – MDR, 3SAT, Reg. Eveline Hempel, 2003, Deutschland
- Klezmer on Fish Street – Independent, Reg. Yale Strom, 2004, USA
- Da Spielt die Musik – Bayerischer Rundfunk, Reg. Benedikt Kuby, Deutschland 2005
- Auf jüdischem Parkett – ZDF, Reg. Esther Slevogt & Arielle Artsztein, Deutschland, 2005
- Klezmer in Deutschland – WDR & BBC, Reg. Krzysztof Zanussi & Caroline Goldie, Deutschland 2007
- Jewish Blues – PBS, Reg. Marian Marzynski, USA 2011
- Married to the Marimba – Dir. Alan Rosenthal & Larry Price, Independent, 2011, Israel
- Held der Straße – Dir. Sigrid Faltin, SWR, Deutschland 2012